# 2018年美國聯盟外卡晉級賽
2018年美國聯盟外卡晉級賽（2018 American League Wild Card Game），是由美國聯盟3個分區冠軍波士頓紅襪（東區）、克里夫蘭印地安人（中區）、休士頓太空人（西區）以外的球隊進行排名，以勝率前兩名的球隊獲得外卡資格，兩隊將會進行1場比賽，獲勝的球隊可以晉級美國聯盟分區賽。其中兩隊以勝率較高的球隊獲得主場優勢，如果兩隊的勝率相同的時候，則以兩隊球季比賽獲得優勢的球隊擁有主場優勢。比賽於美國時間10月3日晚上8點開始。
紐約洋基今年例行賽的戰績是100勝62敗；奧克蘭運動家的戰績是97勝65敗，勝率沒有相差太大。雙方今年兩各系列賽對戰的成績是3勝3敗平分秋色，並且都是在主場拿下系列賽勝利。
持著第1張外卡進入季後賽的洋基，不但是他們隊史第7張外卡，同時也是從2012年大聯盟開始實施雙外卡淘汰賽以後，第1個100勝的球隊（也是目前勝率最高的球隊）。今年是洋基第3次參加外卡淘汰賽，之前2次的比賽結果洋基獲得了1勝1敗（2015年輸給休士頓太空人，2017年擊敗明尼蘇達雙城）。上次以百勝獲得外卡資格進入季後賽的球隊是2001年的運動家，當時他們正巧是被洋基給淘汰。今年是運動家第3次以外卡資格進入季後賽，2014年運動家曾以外卡資格打晉級賽，最後在延長賽被堪薩斯市皇家再見安打給淘汰。
在這次季後賽之前洋基跟運動家總共有3次的季後賽系列賽，這3次都是洋基獲得最後的勝利，包含1981年美國聯盟冠軍賽（洋基3：0獲勝）；2000年美國聯盟分區賽（洋基3：2獲勝）；2001年美國聯盟分區賽 （洋基3：2獲勝）。

## 比賽結果
洋基體育場，紐約，布朗克斯
| 奧克蘭運動家 | 0 | 0 | 0 | 0 | 0 | 0 | 0 | 2 | 0 | 2 | 5 | 0 |
| 紐約洋基 | 2 | 0 | 0 | 0 | 0 | 4 | 0 | 1 | 0 | 7 | 7 | 1 |
| 勝投： 戴林·貝坦西斯 (1–0) 敗投： 利安·漢崔克斯 (0–1) 全壘打： 運動家：克里斯·戴維斯（8上，2分） 洋基：亞倫·賈吉（1下，2分）、賈恩卡洛·斯坦頓（8下，1分） |   |   |   |   |   |   |   |   |   |   |   |   |

### 比賽經過
滿手好牌的洋基，決定讓路易斯·賽維里諾連續兩年在外卡戰擔綱先發，而運動家則是由Liam Hendriks開啟投手車輪戰。
1局下半，安德魯·麥卡琴選到保送，接著亞倫·賈吉一棒轟出左外野，洋基先馳得點，2：0領先。
去年外卡驟死賽爆炸的Luis Severino，本場主投4+局，儘管送出4次保送，但也投出7次三振，直到5上被連敲2安才下場休息。
6局下半，洋基攻勢再起，含Luke Voit差點過全壘打牆的2分打點三壘安打在內，接連的保送和安打，到最後的高飛犧牲打，單局猛灌4分。
而接替先發的洋基牛棚，果然穩穩鞏固領先，而運動家本戰的運氣也很不好，不只無法推翻掉高飛犧牲打的判決，連打得非常強勁的平飛球也被洋基的防守組Adeiny Hechavarría超美技攔截。儘管8上Khris Davis砲轟查克·布里頓，下個半局怪力男賈恩卡洛·斯坦頓用443英尺遠的陽春砲提前施放慶祝勝利的煙火，再交給9上阿羅魯迪斯·查普曼關門。最終洋基以7：2贏球，對運動家已經取得連續4年的季後賽勝利。接下來洋基要到波士頓，和世仇紅襪結算本季恩怨，也是雙方自2004年後再度於季後賽碰頭。